# Кам'янка (притока Кам'яниці)
Кам'янка (пол. Kamionka) — гірська річка в Польщі, у Новосондецькому повіті Малопольського воєводства. Права притока Кам'яниці, (басейн Балтійського моря).

## Опис
Довжина річки приблизнло 10,60 м км, найкоротша відстань між витоком і гирлом — 8,92  км, коефіцієнт звивистості річки — 1,19 . Формується притоками, багатьма безіменними струмками та частково каналізована.

## Розташування
Бере початок на північно-західних схилах Яворини (821,6 м) на висоті 720 мнад рівнем моря (гміна Камйонка Велика) на Лемківщині. Тече переважно на північний захід через село Камйонку Велику, Камйонку Малу, Ямницю і на південно-східній околиці курортного міста Новий Сонч впадає у річку Кам'яницю, праву притоку Дунайця.
Населені пункти вздовж берегової смуги: Загури, Богуша.

## Притоки
- Крулювка, Ямниця (ліві).

## Цікаві факти
- Від витоку річки на південній стороні на відстані приблизно 2,62 км проходить автошлях  75.
- Річка розташована між Низькіми Бескидами та Бескидами Сондецькими.